# Lothar Herbst

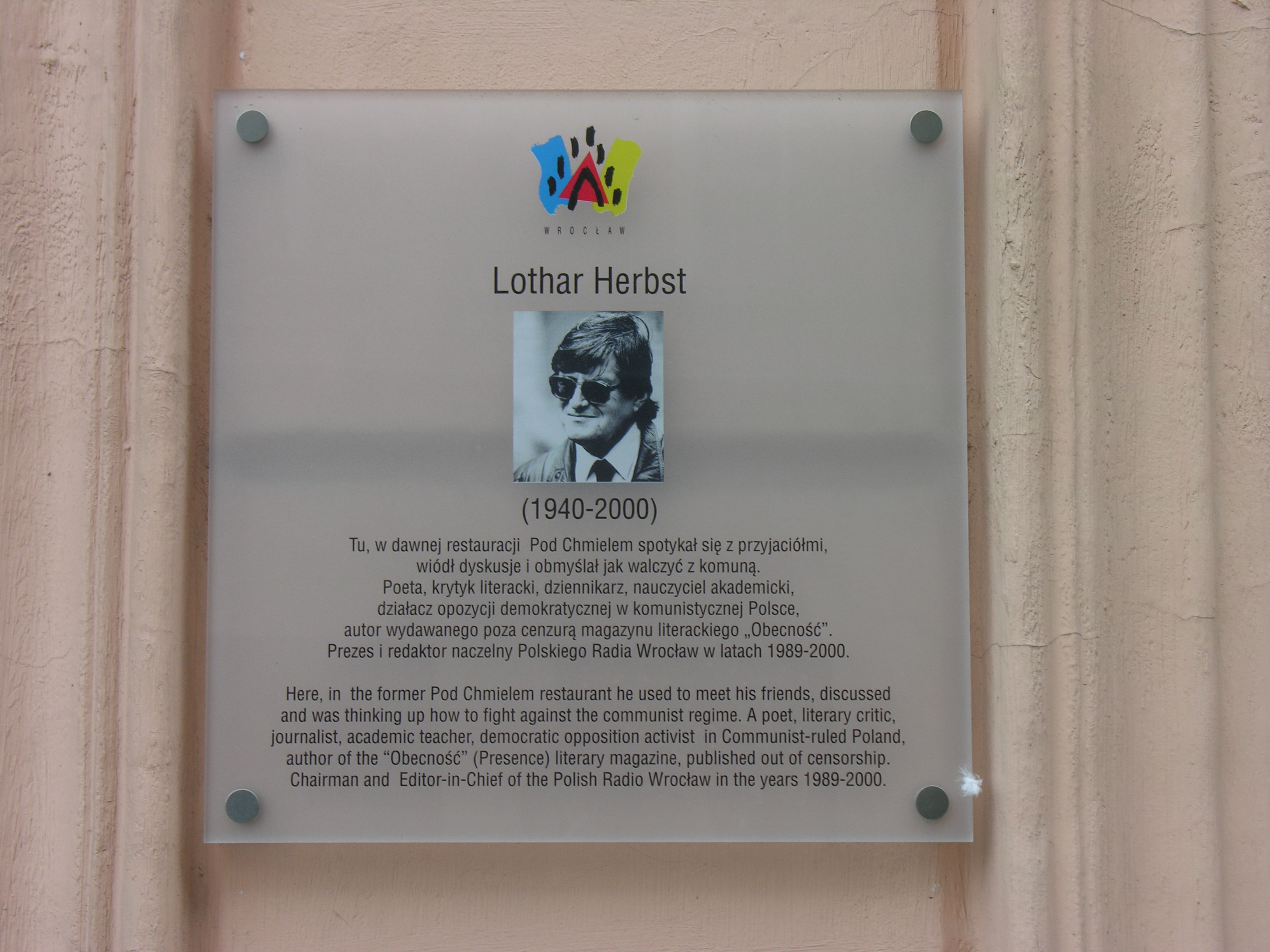
Tablica ku czci Lothara Herbsta na jego ulubionej piwiarni przy ul. Odrzańskiej we Wrocławiu

Lothar Helmut Herbst (ur. 27 lipca 1940 we Wrocławiu, zm. 27 kwietnia 2000 tamże) – polski poeta, działacz opozycji demokratycznej w okresie PRL, w latach 1990–2000 redaktor naczelny, a następnie prezes zarządu Polskiego Radia Wrocław.

## Życiorys

### Młodość, działalność zawodowa i kulturalna
Urodził się w rodzinie niemieckiej, jego ojciec zaginął w czasie II wojny światowej jako żołnierz Wehrmachtu, on sam pozostał z matką w Polsce i zamieszkał w Wałbrzychu. W latach 1962–1967 studiował filologię polską na Wydziale Filologicznym Uniwersytetu Wrocławskiego, po studiach podjął pracę na macierzystej uczelni, w Instytucie Filologii Polskiej. W drugiej połowie lat 60. był związany z grupą literacką Agora. W 1975 obronił pracę doktorską. W latach 1968–1985 był opiekunem koła młodych polonistów (jego studentami byli m.in. Leszek Budrewicz, Mariusz Wilk i Jarosław Broda). W swoich badaniach zajmował się przede wszystkim awangardą krakowską i kulturą studencką.
Od 1964 związany był z prasą kulturalną, w latach 1964–1969 był członkiem redakcji dwutygodnika (od 1965 miesięcznika) Agora, w latach 1972–1977 kierownikiem działu literackiego wrocławskiego pisma studenckiego Konfrontacje, współpracował także z warszawską Młodą sztuką i krakowską Nową kulturą. Od 1977 do 1987 był członkiem redakcji Literatury ludowej.
W latach 1977–1981 wydawał w II obiegu serię poetycką Biblioteka "Agory", współpracował z Studenckim Komitet Solidarności we Wrocławiu, od 1978 publikował w pismach Zapis i Puls. Od 1970 należał do Związku Literatów Polskich, w latach 1981–1983 kierował Oddziałem Wrocławskim ZLP.

### Działalność opozycyjna
Jesienią 1980 został członkiem NSZZ „Solidarność”, od grudnia 1980 do grudnia 1981 był członkiem redakcji Solidarności Dolnośląskiej. Po ogłoszeniu stanu wojennego uczestniczył w strajku okupacyjnym w Państwowej Fabryce Wagonów Pafawag i Dolnośląskich Zakładach Wytwórczych Maszyn Elektrycznych Dolmel. Został zatrzymany już po upadku strajku, w dniu 4 stycznia 1982, a następnie internowany, został zwolniony w kwietniu 1982 z uwagi na pogarszający się stan zdrowia (chorobę oczu). Od 1983 współpracował z wrocławskim pismem literackim „Obecność”, w latach 1984–1985 był jego redaktorem, w latach 1984–1986 redagował pismo Walka, współpracował z wydawnictwem podziemnym Inicjatywa Wydawnicza Aspekt (1983–1986) oraz Solidarnością Walczącą (1983–1985), wielokrotnie zatrzymywany, karany grzywnami, w październiku 1985 został aresztowany w związku z kolportażem wydawnictw niezależnych, zwolniony w styczniu 1986, ostatecznie jego sprawę umorzono na mocy amnestii w październiku 1986. Od 1985 był członkiem wrocławskiego Komitetu Kultury Niezależnej. W 1987 wyjechał na leczenie do Niemiec. W lutym 1989 powrócił do Polski, zaangażował się w przygotowania do wyborów parlamentarnych w czerwcu 1989, m.in. w kwietniu 1989 został członkiem wrocławskiego Komitetu Obywatelskiego „Solidarności” i redaktorem wydawanej przez Komitet Gazety Wyborczej.

### Działalność w III RP
Po wyborach został członkiem Wrocławskiego Klubu Obywatelskiego (od grudnia 1989 pod nazwą Wrocławski KO „S”), na początku 1990 był krótko rzecznikiem prasowym Komitetu, od stycznia do czerwca 1990 był redaktorem pisma Komitetu Gazeta Obywatelska. W marcu 1990 został redaktorem naczelnym Polskiego Radia Wrocław, od 1993 był prezesem zarządu Polskiego Radia Wrocław SA. W 1989 został członkiem Stowarzyszenia Pisarzy Polskich, w latach 1990-1993 był prezesem Oddziału Wrocławskiego SPP, od 1989 należał również do Stowarzyszenia Dziennikarzy Polskich.
Pochowany na Cmentarzu Grabiszyńskim we Wrocławiu

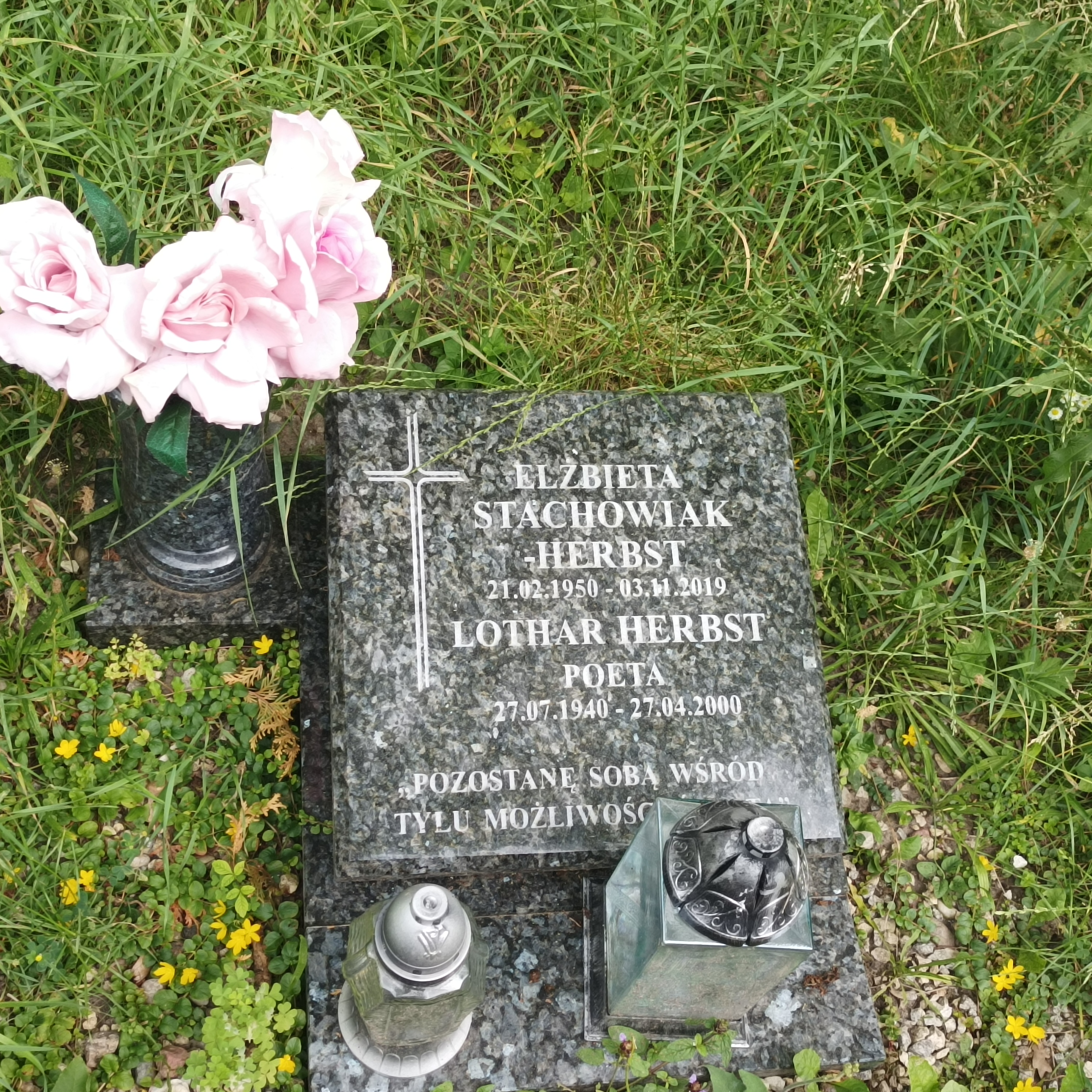
Grób Lothara Herbsta na Cmentarzu Grabiszyńskim

### Twórczość poetycka
Jako poeta debiutował tomem Pejzaże (1970), następnie wydał Przypisy do człowieka (1971), a w II obiegu Listy w sprawie wiary i nadziei oraz Rdza na trąbce (1977 i 1979 – w serii Biblioteki "Agory"), Wyznania (1981), Polska więzienna. Dziennik liryczny pisany od 16 lutego do 6 czerwca 1982 r. w Strzelcach Opolskich, Nysie, Wrocławiu. Internowanym i skazanym (1983), Listy z podróży (1986). W 2008 wydano pośmiertnie zbiór jego poezji Wiersze zebrane.

### Odznaczenia i nagrody
1 lutego 1989 został przez Prezydenta RP na uchodźstwie odznaczony Krzyżem Kawalerskim Orderu Odrodzenia Polski, w 1997 otrzymał śląską nagrodę kulturalną rządu Dolnej Saksonii. W 2006 został pośmiertnie odznaczony Krzyżem Oficerskim Orderu Odrodzenia Polski.

## Upamiętnienie
- Jego imieniem nazwano studio radiowe w Katedrze Dziennikarstwa i Komunikacji Społecznej na Uniwersytecie Wrocławskim.
- Od 2018 jest patronem ulicy na wrocławskich Sołtysowicach[6][7].